# Međunarodni olimpijski odbor
Međunarodni olimpijski odbor (kratica MOO, ili na engleskom IOC od International Olympic Committee, francuski: Comité international olympique, CIO) je međunarodna sportska organizacija sa sjedištem u Švicarskoj, u gradu Lausannei, čija glavna zadaća je organizacija modernih Olimpijskih igara. Osnovana je 23. lipnja 1894. godine na kongresu u Parizu, pod idejnim vodstvom baruna Pierrea de Coubertina. Njegova je ideja bila oživjeti oblik natjecanja poznat u staroj Grčkoj po modelu sportskog međunarodnog natjecanja najvišeg ranga. Na istom je kongresu odlučeno da će domaćin I. Olimpijskih igara biti Atena, te je za godinu održavanja odabrana 1896. godina.

## Predsjednici MOO
Predsjednici MOO se biraju na kongresima na razdoblje od više godina. Postoje inicijative da se zbog potencijalno velikog utjecaja koje predsjednik ima na cijeli Olimpijski pokret, pa i konkretnih problema vezanih uz korupciju, mandat predsjednika i članova ipak ograniči, a izbor napravi transparentnijim. Do sada su međutim predsjednici bili birani na razdoblje od više godina, tako da je do sada ukupno bilo samo 9 predsjednika MOO:
| Br. | Slika | Ime                     | Država     | Godina        |
| --- | ----- | ----------------------- | ---------- | ------------- |
| 1.  |       | Demetrios Vikelas       | Grčka      | 1894. – 1896. |
| 2.  |       | Pierre de Coubertin     | Francuska  | 1896. – 1925. |
| 3.  |       | Henri de Baillet-Latour | Belgija    | 1925. – 1942. |
| 4.  |       | Sigfrid Edström         | Švedska    | 1946. – 1952. |
| 5.  |       | Avery Brundage          | SAD        | 1952. – 1972. |
| 6.  |       | Michael Killanin        | Irska      | 1972. – 1980. |
| 7.  |       | Juan Antonio Samaranch  | Španjolska | 1980. – 2001. |
| 8.  |       | Jacques Rogge           | Belgija    | 2001. – 2013. |
| 9.  |       | Thomas Bach             | Njemačka   | 2013. - 2025. |
| 10. |       | Kirsty Coventry         | Zimbabve   | od 2025.      |

## Vanjske poveznice
- IOC - International Olympic Committee, međumrežne stranice (engl.), (fr.)